# Hato-Buti
Hato-Buti (Hatobuti, Hatubuti) ist eine osttimoresische Aldeia im Suco Aituto (Verwaltungsamt Maubisse, Gemeinde Ainaro). 2015 lebten in der Aldeia 259 Menschen.

## Geographie
Die Aldeia Hato-Buti liegt im Norden des Sucos Aituto. Östlich befinden sich die Aldeias Goulolo und Mau-Lefo, südwestlich die Aldeia Aihou und westlich die Aldeia Lebututo. Im Norden grenzt Hato-Buti an den Suco Maubisse. Die Grenze zu Maubisse bildet der Fluss Colihuno, ein Nebenfluss des Carauluns.
Nur über kleine, unbefestigte Straßen gelangt man in die Aldeia. Im Norden liegt nahe dem Colihuno das Dorf Hato-Buti.